# Tirrens
Tirrens o tirsens (grec àtic: Τυρρήνιοι, Tyrrēnioi, grec jònic: Τυρσήνιοι Tyrsēnioi, grec dòric: Τυρσάνιοι, Tyrsānioi) era un exònim usat pels autors de l'antiga Grècia per al·ludir a un poble no grec.

## Primeres referències
L'origen del nom és incert. Només es coneix per l'ús que li van donar els autors grecs, però aparentment no és d'origen grec. Ha estat relacionat amb tursis, també un manlleu «mediterrani» al grec, que significa 'torre'. També s'han proposat relacions directes amb Tusci, un exònim llatí per als etruscs, de Turs-ci. (Vegeu també «Turan» i «tirania».)
Les primeres aparicions en la literatura es donen en Hesíode i en l'himne homèric a Dionís. Hesíode escriu:
| « | Aquests [els fills de Circe], molt lluny, al fons de les illes sagrades, regnaven sobre els cèlebres tirrens. | » |

En l'himne homèric a Dionís els pirates tirrens rapten el déu:
| « | Llavors, allà van venir ràpidament sobre l'espurnejant mar els pirates tirrens en un vaixell amb bones cobertes; un destí miserable els va enganyar. | » |

## Possible identificació amb els etruscs
Més tard, entre els segles VI i  V aC, el nom al·ludia específicament als etruscs, pels quals va ser batejat la mar Tirrena, segons Estrabó. En Píndar, els Tyrsanoi apareixen agrupats amb els cartaginesos com a amenaça de la Magna Grècia:
| « | Et suplico, Croni, que concediu que els crits de batalla dels cartaginesos i etruscs romanguin silenciosos a casa, ara que han vist que la seva arrogància comporta laments als seus vaixells fora de Cumes. | » |

El nom també apareix en un fragment de Sòfocles.
El nom passà a estar cada cop més relacionat amb el genèric pelasgs. Heròdot els situa a Crestònia (Tràcia), com a veïns dels pelasgs. Similarment, Tucídides els esmenta juntament amb els pelasgs i els relaciona amb els pirates de Lemnos i amb la població prehel·lènica de l'Àtica.
Lemnos va romandre relativament lliure de la influència grega fins al període hel·lenístic, i resulta interessant que l'estela de Lemnos (segle VI aC) estigui inscrita en un idioma molt semblant a l'etrusc. Això ha portat a la postulació d'un grup de «llengües tirrenes» que inclou l'etrusc, el lemni i el rètic.
Hi ha, doncs, proves que va haver-hi de fet almenys una relació lingüística entre els lemnis i els etruscs. Les circumstàncies d'això són discutibles. Una majoria d'investigadors, almenys a Itàlia, adscriurien els tirrens egeus a l'expansió etrusca dels segles VIII a VI aC, i situarien la terra natal dels etruscs a Itàlia i els Alps, particularment per la seva relació amb la població rètica alpina.
Una hipòtesi que relaciona els tirrens i els etruscs proposa que aquests procedeixen, almenys parcialment, d'una invasió del segle XII aC procedent de l'Egeu i Anatòlia, que va conquistar la cultura de Villanova itàlica. Alguns investigadors suggereixen una relació o, almenys, una evidència de contacte estret entre les llengües anatòliques i l'etrusc.
Els defensors d'aquesta darrera escola de pensament assenyalen la llegenda de l'origen lidi dels etruscs narrada per Heròdot, i l'afirmació de Tit Livi que els retis eren etruscs expulsats a les muntanyes pels invasors gals. Els crítics d'aquesta teoria assenyalen les escasses proves d'una relació lingüística de l'etrusc amb l'indoeuropeu, i molt menys amb l'anatòlic. També citen Dionís d'Halicarnàs, que argumenta decididament contra una relació etruscolídia. No obstant això, el llenguatge lidi indoeuropeu apareix per primer cop un xic després de quan es diu que els emigrants tirrens van marxar a Itàlia. També hi ha diversos llenguatges no indoeuropeus presents a l'antiga Anatòlia, alguns dels quals es creu que estan relacionats amb l'etrusc i les altres llengües tirrenes. També té cert interès que els mateixos grecs parlessin d'un substrat anterior que va ser absorbit pels lidis per formar una tribu de grups que acabaria formant aquest poble.